# Mayiladuthurai
Mayiladuthurai (o Mayiladutjurai) è una suddivisione dell'India, classificata come municipality, di 84.290 abitanti, situata nel distretto di Nagapattinam, nello stato federato del Tamil Nadu. In base al numero di abitanti la città rientra nella classe II (da 50.000 a 99.999 persone).

## Geografia fisica
La città è situata a 11° 07' 18 N e 79° 39' 09 E.

## Società

### Evoluzione demografica
Al censimento del 2001 la popolazione di Mayiladuthurai assommava a 84.290 persone, delle quali 41.890 maschi e 42.400 femmine. I bambini di età inferiore o uguale ai sei anni assommavano a 7.844, dei quali 4.008 maschi e 3.836 femmine. Infine, coloro che erano in grado di saper almeno leggere e scrivere erano 67.638, dei quali 35.354 maschi e 32.284 femmine.